# Virgen de Altagracia (Siruela)
Nuestra Señora de Altagracia es una advocación mariana que se venera en la ermita de Altagracia en Siruela (Badajoz). Es la patrona de la localidad. La actual imagen que se venera en la ermita de Altagracia no corresponde a la vieja talla, dado que esta desapareció durante la Guerra Civil.

## Origen de la advocación
Al igual que la Virgen de Guadalupe, la de Altagracia tiene su origen en Extremadura, desde donde llegó a América. En Extremadura existen dos advocaciones: en Garrovillas de Alconétar (Cáceres), y en Siruela (Badajoz). No tienen nada que ver ninguna con la otra, pero dos de las leyendas de los orígenes de la construcción de sus respectivas ermitas se parecen en algunos aspectos.

### Virgen de Altagracia de Siruela
La ermita de la patrona de Siruela se encuentra de espaldas al pueblo, algo común en muchos santuarios. El porqué de que la ermita esté de espaldas está explicado en una vieja leyenda: al parecer, los habitantes de una localidad cercana a Siruela consideraban que la imagen de la Virgen les pertenecía porque estaba dentro de los límites de ese municipio, y por eso se robó el Niño Jesús que la Virgen tenía entre sus manos. Al día siguiente, el Niño apareció de nuevo entre las manos de la Virgen. Finalmente, se optó por colocar la imagen en una carreta sin bueyes para que la Virgen decidiera hacia dónde quería mirar. Cuando iban a verla, veían que se giraba siempre mirando en dirección al pueblo desde donde la reclamaban; como consecuencia de este hecho, se decidió construir la ermita de espaldas a Siruela y mirando hacia el otro municipio.

### Virgen de Altagracia de Garrovillas de Alconétar
La leyenda de la imagen de Garrovillas de Alconétar cuenta que una niña que pastoreaba el rebaño en la dehesa de Villoluengo, vio sobre una peña una mujer muy guapa y joven, cubierta con un manto y coronada por una aureola en su cabeza, que tenía entre sus manos el Santo Rosario. La niña era la única que podía ver a la Virgen, y ninguna otra persona podía hacerlo; ante las reiteradas apariciones de la Virgen, los vecinos de Garrovillas cavaron debajo de la peña sobre la que la niña decía ver a la Señora, y se encontró la imagen que actualmente se venera en el santuario de Altagracia.
Hay una variante de la leyenda que dice que, en realidad, la aparición fue la de una imagen de pequeñas dimensiones que la pastorcilla metió en su zurrón y se llevíó a su casa. Cuando la niña llegó y fue a sacar la imagen del zurrón, se llevó la impresión de que la Virgen no estaba. Volvió de nuevo al día siguiente a la dehesa y allí estaba de nuevo la imagen; hizo lo mismo que el día anterior, pero la Virgen retornaba a la dehesa. Tras muchos intentos de traerla consigo a Garrovillas, se llegó a la conclusión de que la imagen desaparecía porque su voluntad era que se construyera allí un santuario en su honor y que no se la moviera de ahí, dando lugar a la ermita que hoy conocemos.

## Fiestas
Dos son las fiestas principales que se celebran cada año en honor a la patrona de Siruela; el 8 de septiembre, día de Extremadura y quince días después de su regreso, se celebra en el santuario y en todo su entorno la romería de Nuestra Señora de Altagracia, precedida antes por un triduo en la ermita.
Más popular es la fiesta del 15 de agosto; dos días antes, se baja a la Virgen de Altagracia en procesión desde su ermita hasta el pueblo. Es recibida por los vecinos y trasladada a la iglesia parroquial de Ntra. Sra. de la Antigua para la celebración de un novenario. Antes, el predicador le dedica unas palabras desde un balcón de la plaza y pide a los siroleños que preparen su corazón para recibir a la Virgen como se merece. Luego, se recoge en la parroquia, donde permanecerá diez días. Se instala al lado del altar mayor engalanada con flores y vistiendo desde el 13 al 23 de agosto sus mejores ajuares. El 15 de agosto se celebra la fiesta principal; la Virgen, ataviada ahora con unas aureolas, recorre Siruela en procesión a hombros de sus hijos. Diez días después de su bajada al pueblo, regresa en procesión a su ermita de Altagracia, donde permanecerá hasta el 13 de agosto del año siguiente.
Es muy popular que, durante su estancia, los siroleños lleven a la parroquia ramos de albahaca que han cultivado en sus huertas para que sean ofrecidos a su patrona y, más tarde, bendecidos.